# Thomas Graven-Nielsen
Thomas Graven-Nielsen er en Dansk Professor i smertevidenskab ved Aalborg Universitet.

## Uddannelse
Thomas Graven-Nielsen færdiggjorde sin Kandidatgrad (M.Sc.EE) i Biomedical Engineering ved Aalborg Universitet i 1994. Tre år senere erhvervede han sig sin Ph.d.-titel inden for Biomedical Science and Engineering også ved Aalborg Universitet. I 2006 tilegnede Thomas Graven-Nielsen sig Doktorgraden inden for Lægevidenskab ved Københavns Universitet.

## Baggrund, karriere og videnskabelige bidrag
I 1997 blev Thomas Graven-Nielsen ansat som Adjunkt ved Center for Sanse-Motorisk Interaktion (SMI) ved Aalborg Universitet. SMI har eksisteret siden 1993 og er i dag et tværfagligt internationalt center inden for Neurovidenskab. Senere blev han ansat som Professor ved Curtin University of Technology i Perth, Australien. I 2008 blev Thomas Graven-Nielsen ansat som fast Professor ved Aalborg Universitet.
Siden 2004 har Thomas Graven-Nielsen haft en række poster inden for forskningsledelse ved Aalborg Universitet, hvor han blandt andet har arbejdet sammen med Lars Arendt-Nielsen og Pascal Madeleine. Først som leder af Doctoral School in Medicine, Biomedical Science and Technology ved Aalborg Universitets sundhedsvidenskabelige fakultet og efterfølgende som Leder af Pain and Motor System Research Group, der undersøger sammenhængen mellem smerte og det motoriske system. I 2015 var Graven-Nielsen som en del af SMI med til at oprette 'Center for Neuroplasticity and Pain' (CNAP), som han nu leder.
Graven-Nielsen's forskning inkluderer blandt andet påvisningen af, at smertepåvirkede muskler kan overføre smerten til ”raske” muskler. Endvidere har han undersøgt, hvordan hjernens smertecentre påvirkes af kroniske smerter.
Hans forskning er blevet formidlet i mere end 200 videnskabelige artikler på tværs af en lang række internationale fagtidsskrifter. På den internationale forskerdatabase 'Scopus' har Thomas Graven-Nielsen desuden et h-indeks på 53, en skala der angiver forholdet mellem forfatterens videnskabelige produktion og andre fagpersoners brug af denne. Endvidere er der blevet henvist til Graven-Nielsens arbejde over 9700 gange i mere end 4800 videnskabelige dokumenter.